# Kızılören
Kızılören là một huyện thuộc tỉnh Afyonkarahisar, Thổ Nhĩ Kỳ. Huyện có diện tích 228 km² và dân số thời điểm năm 2007 là 2889 người, mật độ 13 người/km².